# Lacul fără fund
Lacul fără fund se află în satul Valea Nișului, județul Vâlcea, Oltenia. Științific se presupune că lacul-geamăn se află în Ardeal, mai precis în județul Sibiu, legătura făcându-se pe sub Munții Parâng. Legenda spune că Nicolae Gheorghe Asproiu, hoț de cai, era urmărit de poteră. Astfel, a aruncat carul cu banii de aur furați în această baltă. Astăzi, balta este astupată, însă legenda nu a murit.
Alt "Lac Fără Fund" este situat în Transilvania, în județul Harghita, la marginea nord-vestică a comunei Tomești. Despre formarea lacului există o legendă relatată de locuitorii regiunii. Deoarece și locuitorii de la Sândominic au contribuit la construcția bisericii, și nu toate satele au avut un preot, oamenii au mers la biserica aflată la Tomești. După un timp oamenii de la Sândominic nu au mai fost nevoiți să meargă într-un alt sat, însă și-au revendicat partea din biserică. Au venit cei de la Sândominic să ceară limbile clopotelor, pentru ca cei din Tomești să nu poată trage clopotul, însă clopotarul de la Tomești le-a ascuns. Când au intrat primarii celor două sate și l-au întrebat unde a ascuns limbile clopotelor, clopotarul a răspuns: „ să mă scufund acum dacă sunt la mine.” În acel moment casa s-a cutremurat, iar primarii abia au putut scăpa, casa scufundându-se, iar în locul acesteia s-a format un lac fără fund. Astfel este povestită această povestire, legendă de către locuitorii Sândominicului. Ei spun legenda astfel încât sfârșitul să fie în favoarea lor. Varianta celor de la Tomești diferă în faptul că ei consideră că clopotarul s-a plictisit de trasul clopotelor și din acest motiv a ascuns limbile clopotelor. Desigur, legenda nu are o bază reală, însă la vechile reuniuni a fost povestită cu plăcere de către localnici.
Ceea ce este adevărat e că lacul este acolo la hotarul satului Tomești în apropierea Turnului ciunt. Este un lac cu diametrul de 12-15 metri, a cărei temperatură este de 16oC atât vara cât și iarna. Conform credinței populare, dacă în pârâul subteran de la Sândominic se aruncă o rață, aceasta apare în Lacul fără Fund. Tot localnicii susțin, că în apropierea lacului se poate auzi o voce scâncitoare care vine din fundul lacului. Ei sunt de părere că clopotarul nu își găsește liniștea sufletească, bocetul fiind al lui.